# Shadow World

Shadow World est le décor de campagne officiel pour Rolemaster.
Tout d'abord présenté sous la forme de modules dans les premières éditions de Rolemaster, il devient un décor de campagne à part entière en 1989 avec la sortie de la boîte éponyme.
Les modules de la série présentent en majeure partie des lieux notables de ce monde et proposent quelques aventures s'y déroulant.

## Éditeurs
- Iron Crown Enterprises
- Eidolon Studios
- The Guild Companion

## Parutions

### ICE
- The Iron Wind (1984)
- The Cloudlords of Tanara (1984)
- The Shade of the Sinking Plain (1984)
- The World of Vog Mur (1984)
- Shadow World Master Atlas (1re édition) (1989)
- Quellbourne (1989)
- Journey to the Magic Isle (1989)
- Demons of the Burning Night (1989)
- Tales of the Loremasters (1989)
- Star Crown Empire (1989)
- The Orgillion Horror (1989)
- Kingdom of the Desert Jewel (1989)
- Tales of the Loremasters II (1989)
- Cyclop's Vale (1989)
- Jaiman Land of Twilight (1989)
- Island of the Oracle (1989)
- Sky Giants of the Brass Stair (1990)
- Nomad of the Nine Nations (1990)
- Norek (1990)
- Emer (1990)
- Eidolon: City in the Sky (1992)
- Shadow World Master Atlas (2e édition) (1989)
- Gethaena Underearth Emer (1993)
- The Grand Campaign (1996), téléchargement gratuit
- Master Atlas (4e édition) (2003)
- Powers of Light & Darkness (2003)
- The Cloudlords of Tanara (2nd edition) (2006)

### Hexagonal
- Horreur d'Orgillion (1991)

### Eidolon Studios
- The Grand Campaign: A Gathering Darkness (1998)
- Emer Book I: Haestra and the history of the Emerian Empire (1999)
- Emer Book II: The Northeast (1999)
- Haalkitaine & The Imperial Court of Rhakhaan (1999)
- Master Atlas (4e édition) (2003)

### The Guild Companion
- The Guild Adventurer (2007-), un magazine avec des aventures pour Shadow World (trois numéros publiés, le quatrième à venir)
- The Land of Xa-ar and Northern Saralis (2008)
- Player Guide – The World (System Generic) (2010)
- Emer Book III (TBA, annoncé)
- Eidolon: Une Cité dans le Ciel (TBA, annoncé)